# King’s Disease III
King’s Disease III – piętnasty album studyjny amerykańskiego rapera Nasa wydany 11 listopada 2022 roku nakładem Mass Appeal Records. Album jest trzecią częścią projektu King’s Disease - kolejną po King’s Disease II z 2021 i King’s Disease z 2020 roku.

## Tło
24 grudnia 2021 Nas wydał niespodziewanie album Magic. W znajdującym się na nim utworze, „Ugly” potwierdził, że wyda trzecią część z cyklu King's Disease. W dzień wydania albumu, Hit-Boy za pośrednictwem mediów społecznościowych potwierdził, że prace nad albumem zostały rozpoczęte. 
18 października 2022 roku za pośrednictwem swoich mediów społecznościowych, Nas ujawnił datę wydania albumu oraz okładkę. 

## Odbiór
Album zyskał uznanie krytyków. Uzyskał 88 punktów na 100 w serwisie Metacritic na podstawie jedenastu recenzji.

## Lista utworów
| Nr  | Tytuł utworu                           | Tekst                                                              | Producent             | Długość |
| --- | -------------------------------------- | ------------------------------------------------------------------ | --------------------- | ------- |
| 1.  | „Ghetto Reporter”                      | Nasir Jones · Chauncey Hollis Jr. · Jesse Blum                     | Hit-Boy               | 2:36    |
| 2.  | „Legit”                                | Jones · Hollis · Philip Cornish                                    | Hit-Boy               | 3:22    |
| 3.  | „Thun”                                 | Jones · Hollis                                                     | Hit-Boy               | 3:26    |
| 4.  | „Michael & Quincy”                     | Jones · Hollis · Blum                                              | Hit-Boy               | 2:47    |
| 5.  | „30”                                   | Jones · Hollis                                                     | Hit-Boy               | 2:18    |
| 6.  | „Hood2Hood”                            | Jones · Hollis · Quintin Gulledge                                  | Hit-Boy               | 3:00    |
| 7.  | „Recession Proof”                      | Jones · Hollis                                                     | Hit-Boy               | 3:03    |
| 8.  | „Reminisce”                            | Jones · Hollis · Blum                                              | Hit-Boy               | 3:33    |
| 9.  | „Serious Interlude”                    | Jones · Hollis · Blum                                              | Hit-Boy               | 2:58    |
| 10. | „I'm on Fire”                          | Jones · Hollis                                                     | Hit-Boy               | 2:29    |
| 11. | „WTF SMH”                              | Jones · Hollis · Justin Keith Williams                             | Hit-Boy · Jansport J  | 3:48    |
| 12. | „Once a Man, Twice a Child”            | Jones · Hollis · Chauncey Hollis III                               | Hit-Boy · C3 Official | 3:59    |
| 13. | „Get Light”                            | Jones · Hollis                                                     | Hit-Boy               | 2:52    |
| 14. | „First Time”                           | Jones · Hollis                                                     | Hit-Boy               | 2:44    |
| 15. | „Beef”                                 | Jones · Hollis · Dustin James Corbett                              | Hit-Boy               | 3:05    |
| 16. | „Don't Shoot”                          | Jones · Hollis · Jun Kim                                           | Hit-Boy               | 2:32    |
| 17. | „Til' My Last Breath” (utwór bonusowy) | Jones · Hollis · Thom Jongkind · Idir Makhlaf · Timothy Jude Smith | Hit-Boy               | 3:10    |
|     |                                        |                                                                    |                       | 51:42   |

### Sample[13]
- Utwór „Ghetto Reporter” zawiera sample z utworów „This Is Your Life” zespołu Commodores, „Listen”, którego autorami są Alan Watts, Justin Boreta i Superposition oraz „Just Us” Richarda Pryora.
- Utwór „Legit” zawiera sampel z utworu „A Heart Is a House for Love” zespołu The Five Heartbeats
- Utwór „Thun” zawiera sample z utworów „Ma Tegrahniesh”, którego autorką jest Sherine, „UFO” zespołu ESG oraz „The Bridge Is Over” grupy Boogie Down Productions
- Utwór „30” zawiera sampel z utworu „The Exodus Song (This Land Is Mine)”, którego autorami są Pat Boone i Ernest Gold
- Utwór „Hood2Hood” zawiera sampel z utworu „Da Butt”, którego autorem jest E.U.
- Utwór „Reminisce” zawiera sampel z utworu „You Remind Me”, którego autorką jest Mary J. Blige
- Utwór „I'm on Fire” zawiera sample z utworu „I'm Not a Gambler” zespołu Chi-Lites oraz efekty dźwiękowe z gier Street Fighter II i NBA Jam
- Utwór „WTF SMH” zawiera sampel z utworu „Lovin Cup”, którego autorem jest Keys
- Utwór „Get Light” zawiera sample z utworów „Mad Props”, którego autorem jest Soul Surplus, „When the Revolution Comes” zespołu The Last Poets oraz „Let Tha Beat Rock” którego autorem jest DJ Kool
- Utwór „First Time” zawiera sampel z utworu paczki dźwięków „Swoope Sample Pack Vol. 1” Soul Surplus
- Utwór „Beef” zawiera sampel z utworu „Flight Time”, którego autorem jest Donald Byrd
- Utwór „Til' My Last Breath” zawiera sampel z utworu „Narco”, którego autorami są jest Blasterjaxx i Timmy Trumpet